# Campionato Goiano 2014
Il Campionato Goiano 2014 è stata la 71ª edizione del Campionato Goiano.

## Squadre partecipanti
| Squadra         | Città                |
| --------------- | -------------------- |
| Anápolis        | Anápolis             |
| Anapolina       | Anápolis             |
| Aparecidense    | Aparecida de Goiânia |
| Atl. Goianiense | Goiânia              |
| CRAC            | Catalão              |
| Goianésia       | Goianésia            |
| Goiás           | Goiânia              |
| Grêmio Anápolis | Anápolis             |
| Trindade        | Trindade             |
| Vila Nova       | Goiânia              |

## Prima fase

### Gruppo A
|  | Pos. | Squadra         | Pt | G  | V  | N | P | GF | GS | DR  |
|  | ---- | --------------- | -- | -- | -- | - | - | -- | -- | --- |
|  | 1.   | Goiás           | 34 | 14 | 10 | 4 | 0 | 29 | 8  | +21 |
|  | 2.   | Atl. Goianiense | 23 | 14 | 7  | 2 | 5 | 20 | 13 | +7  |
|  | 3.   | Trindade        | 20 | 14 | 6  | 2 | 6 | 19 | 23 | -4  |
|  | 4.   | CRAC            | 15 | 14 | 3  | 6 | 5 | 11 | 17 | -6  |
|  | 5.   | Anápolis        | 14 | 14 | 2  | 8 | 4 | 10 | 12 | -2  |

### Gruppo B
|  | Pos. | Squadra         | Pt | G  | V | N | P | GF | GS | DR  |
|  | ---- | --------------- | -- | -- | - | - | - | -- | -- | --- |
|  | 1.   | Anapolina       | 21 | 14 | 7 | 0 | 7 | 21 | 16 | +5  |
|  | 2.   | Goianésia       | 21 | 14 | 6 | 3 | 4 | 18 | 20 | -2  |
|  | 3.   | Aparecidense    | 17 | 14 | 4 | 5 | 5 | 14 | 15 | -1  |
|  | 4.   | Grêmio Anápolis | 14 | 14 | 4 | 2 | 8 | 15 | 25 | -10 |
|  | 5.   | Vila Nova       | 13 | 14 | 3 | 4 | 7 | 11 | 19 | -8  |

## Fase finale
|  | Semifinali      | Semifinali      | Semifinali | Semifinali | Semifinali |  |  | Finale          | Finale          | Finale | Finale | Finale |  |
|  |                 |                 |            |            |            |  |  |                 |                 |        |        |        |  |
|  | Goiás           | Goiás           | 1          | 3          | 4          |  |  |                 |                 |        |        |        |  |
|  | Goianésia       | Goianésia       | 1          | 0          | 1          |  |  | Goiás           | Goiás           | 0      | 0      | 0      |  |
|  | Anapolina       | Anapolina       | 1          | 0          | 1          |  |  | Atl. Goianiense | Atl. Goianiense | 0      | 1      | 1      |  |
|  | Atl. Goianiense | Atl. Goianiense | 1          | 3          | 4          |  |  |                 |                 |        |        |        |  |

## Classifica finale
|  | Pos. | Squadra         | Pt | G  | V  | N | P | GF | GS | DR  |
|  | ---- | --------------- | -- | -- | -- | - | - | -- | -- | --- |
|  | 1.   | Atl. Goianiense | 31 | 18 | 9  | 4 | 5 | 25 | 14 | +11 |
|  | 2.   | Goiás           | 39 | 18 | 11 | 6 | 1 | 33 | 10 | +23 |
|  | 3.   | Anapolina       | 22 | 16 | 7  | 1 | 8 | 22 | 20 | +2  |
|  | 4.   | Goianésia       | 22 | 16 | 6  | 4 | 6 | 19 | 24 | -5  |
|  | 5.   | Trindade        | 20 | 14 | 6  | 2 | 6 | 19 | 23 | -4  |
|  | 6.   | Aparecidense    | 17 | 14 | 4  | 5 | 5 | 14 | 15 | -1  |
|  | 7.   | CRAC            | 15 | 14 | 3  | 6 | 5 | 11 | 17 | -6  |
|  | 8.   | Grêmio Anápolis | 14 | 14 | 4  | 2 | 8 | 15 | 25 | -10 |
|  | 9.   | Anápolis        | 14 | 14 | 2  | 8 | 4 | 10 | 12 | -2  |
|  | 10.  | Vila Nova       | 13 | 14 | 3  | 4 | 7 | 11 | 19 | -8  |

Verdetti
- Atlético Goianiense e Goiás qualificate per la Coppa del Brasile 2015
- Anapolina qualificato per la Coppa del Brasile 2015 e per il Campeonato Brasileiro Série D 2014
- Goianésia qualificato per il Campeonato Brasileiro Série D 2014
- Anápolis e Vila Nova retrocesse in Segunda Divisão